# Калитянська селищна територіальна громада
Калитянська селищна територіальна громада — територіальна громада в Україні, у Броварському районі Київської області. Адміністративний центр — селище Калита.
Площа громади — 245,64 км², населення — 10 563 особи (2020).
Утворена 18 вересня 2015 року шляхом об'єднання Калитянської селищної ради та Заворицької, Мокрецької, Семиполківської сільських рад Броварського району. 12 червня 2020 року в цих межах затверджена Кабінетом Міністрів України.

## Населені пункти
У складі громади 1 селище і 5 сіл:
| Населений пункт | Населення (2020) |
| --------------- | ---------------- |
| Калита          | 4753             |
| Семиполки       | 2626             |
| Заворичі        | 1926             |
| Мокрець         | 863              |
| Бервиця         | 226              |
| Опанасів        | 169              |

## Старостинські округи
- Бервицький
- Заворицький
- Мокрецький
- Опанасівський
- Семиполківський